# フロレト酸
フロレト酸(Phloretic acid)は、フェノール化合物である。

## 代謝
フロレチンヒドロラーゼは、フロレチンと水を利用してフロレト酸とフロログルシノールを生成する。
p-クマル酸の2-プロペン酸側鎖の水素化によって生成され、干し草を食べるヒツジの第一胃で見られる。この物質はまた、チロシンの代謝物質としてラットの小便に含まれる。

## 利用
この物質は、ポリエステルの製造に用いられる。